# 어준서
어준서(2006년 11월 27일 ~ )는 KBO 리그 키움 히어로즈의 내야수이다.

## 키움 히어로즈시절
2025년에 입단하였다. 2025년 3월 25일 KIA 타이거즈와의 경기에 출전하며 데뷔 첫 경기를 치렀고, 경기에서 4타수 2안타 1홈런 2득점 1타점 1삼진을 기록하였다.

## 출신 학교
- 서울수유초등학교
- 자양중학교
- 경기고등학교